# 20. ceremonia wręczenia nagród Goya
20. ceremonia wręczenia hiszpańskich nagród filmowych Goya za rok 2005, odbyła się 29 stycznia 2006 roku w Palacio de Congresos w Madrycie.
Nominacje do nagród zostały ogłoszone 15 grudnia 2005 roku, przez parę aktorów Silvię Abascal i Eduardo Noriegę. Nominacje ogłoszono w 27 kategoriach; nagrodę honorową otrzymał producent Pedro Masó.

## Laureaci i nominowani
Laureaci nagród wyróżnieni są wytłuszczeniem

### Najlepszy film
- Isabel Coixet − Życie ukryte w słowach
  - Alberto Rodríguez − 7 dziewic
  - Montxo Armendáriz(inne języki) − Obaba
  - Fernando León de Aranoa − Księżniczki

### Najlepsza reżyseria
- Isabel Coixet − Życie ukryte w słowach
  - Montxo Armendáriz(inne języki) − Obaba
  - Alberto Rodríguez − 7 dziewic
  - Benito Zambrano − Habana Blues

### Najlepszy debiut reżyserski
- José Corbacho i Juan Cruz − Tapas
  - Asier Altuna i Telmo Esnal − Etxebestowie w opałach
  - Gillem Morales − Dziwny lokator
  - Santiago Tabernero − Życie w kolorze

### Najlepszy scenariusz oryginalny
- Isabel Coixet − Życie ukryte w słowach
  - Alberto Rodríguez i Rafael Cobos − 7 dziewic
  - Fernando León de Aranoa − Księżniczki
  - Eduard Cortés i Piti Español − Otros días vendrán

### Najlepszy scenariusz adaptowany
- Marcelo Piñeyro − Metoda
  - José Luis Garci i Horacio Valcárcel − Ninette
  - Montxo Armendáriz(inne języki) − Obaba
  - Roberto Santiago − Rzut karny

### Najlepszy aktor
- Óscar Jaenada − Camarón
  - Manuel Alexandre − Elsa i Fred
  - Juan José Ballesta − 7 dziewic
  - Eduard Fernández − Metoda

### Najlepszy aktor drugoplanowy
- Carmelo Gómez − Metoda
  - Javier Cámara − Życie ukryte w słowach
  - Fernando Guillén − Otros días vendrán
  - Enrique Villén − Ninette

### Najlepszy debiutujący aktor
- Jesús Carroza − 7 dziewic
  - Luis Callejo − Księżniczki
  - Pablo Echarri − Metoda
  - Álex González − Druga runda

### Najlepsza aktorka
- Candela Peña − Księżniczki
  - Adriana Ozores − Heroina
  - Nathalie Poza − Trudne czasy
  - Emma Vilarasau − Pamiętaj o mnie

### Najlepsza aktorka drugoplanowa
- Elvira Mínguez − Tapas
  - Marta Etura − Pamiętaj o mnie
  - Pilar López de Ayala − Obaba
  - Verónica Sánchez − Camarón

### Najlepsza debiutująca aktorka
- Micaela Nevárez − Księżniczki
  - Isabel Ampudia − 15 días contigo
  - Bárbara Lennie − Obaba
  - Alba Rodríguez − 7 dziewic

### Najlepszy film europejski
- Wszystko gra, reż. Woody Allen
  -  Upadek, reż. Oliver Hirschbiegel
  -  Wierny ogrodnik, reż. Fernando Meirelles
  -  Pan od muzyki, reż. Christophe Barratier

### Najlepszy zagraniczny film hiszpańskojęzyczny
- W blasku ognia, reż. Tristán Bauer
  -  Alma Mater, reż. Álvaro Buela
  -  Mój najlepszy wróg, reż. Álex Bowen
  -  Rosario Tijeras, reż. Emilio Maillé

### Najlepsza muzyka
- Juan Antonio Leyva, José Luis Garrido, Equis Alfonso, Dayan Abad, Descemer Bueno, Kiki Ferrer i Kelvis Ochoa − Habana Blues
  - Roque Baños − Delikatna
  - Eva Gancedo − Noc mojego brata
  - Pablo Cervantes − Ninette

### Najlepsza piosenka
- Me llaman calle z filmu Księżniczki – Manu Chao
  - Laura z filmu Sinfín – Dani Martín
  - Llora por tus miserias z filmu Bagdad Rap – Mario Gaitán
  - Los malos amores z filmu Noc mojego brata – Eva Gancedo oraz Yamil

### Najlepsze zdjęcia
- José Luis López-Linares − Iberia
  - Javier Aguirresarobe − Obaba
  - José Luis Alcaine − Otros días vendrán
  - Raúl Pérez Cubero − Ninette

### Najlepszy montaż
- Fernando Pardo − Habana Blues
  - Julia Juaniz − Iberia
  - Iván Aledo − Metoda
  - Miguel González Sinde − Ninette

### Najlepsza scenografia
- Gil Parrondo − Ninette
  - Félix Murcia i Federico G. Gambero − Pamiętaj o mnie
  - Julio Esteban − Obaba
  - Marta Blasco − Druga runda

### Najlepsze kostiumy
- María José Iglesias − Camarón
  - Gina Daigeler − Księżniczki
  - Janty Yates − Metoda
  - Sonia Grandes − Mrówki w ustach

### Najlepsza charakteryzacja i fryzury
- Romana González i Josefa Morales − Camarón
  - Nacho Ruiz i Carlos Hernández − Księżniczki
  - Jorge Hernández i Fermín Galán − Czas rebelii
  - Poillette i Annie Marandín − Lucky Luke

### Najlepszy dźwięk
- Carlos Bonmati, Alfonso Pino i Pelayo Gutiérrez − Obaba
  - Miguel Rejas, Alfonso Raposo i Polo Aledo − Księżniczki
  - Miguel Rejas i José Antonio Bermúdez − Ninette
  - Eladio Reguero i David Calleja − Los Nombres de Alicia

### Najlepszy kierownik produkcji
- Esther García − Życie ukryte w słowach
  - Ernesto Chao i Eduardo Santana − Habana Blues
  - Puy Oria − Obaba
  - Tino Pout − Camarón

### Najlepsze efekty specjalne
- David Martí, Montse Ribé, Félix Cordón, Félix Bergés i Rafael Solorzano − Delikatna
  - Reyes Abades, Carlos Lozano, Alberto Esteban, Pablo Núñez i Ana Núñezz − Un rey en La Habana
  - Juan Ramón Molina, Pablo Núñez, Ana Núñez, Antonio Ojeda i Carlos Martínez − Las llaves de la independencia
  - Reyes Abades, Chema Remacha, Alberto Esteban i Pablo Urrutia − Obaba

### Najlepszy film animowany
- Ángel de la Cruz i Manolo Gómez − El sueño de una noche de San Juan
  - Baltasar Pedrosa − Gisaku

### Najlepszy krótkometrażowy film animowany
- Enrique Gato − Tadeo Jones
  - Isabel Herguera − La gallina ciega
  - Ricardo Puertas − La luz de la esperanza
  - Marco Besas − Legenda o strachu na wróble
  - Renato Roldán − Semilla del recuerdo

### Najlepszy film dokumentalny
- Carlos Benpar − Cineastas contra magnates
  - Iñaki Arteta − Trece entre mil
  - Carlos Saura − Iberia
  - Joaquim Jordá − Veinte años no es nada

### Najlepszy krótkometrażowy film dokumentalny
- Rodolfo Montero de Palacio − En la cuna del aire
  - Antonio Giménez Rico − Castilla y León, Patrimonio de la Humanidad
  - Jorge Rivero − Nenyure

### Najlepszy krótkometrażowy film fabularny
- José Javier Rodríguez Melcon − Nana
  - Ramón Tarrés i José Luis Baringo − Bota de oro
  - David Cánovas − El intruso
  - José Antonio Pajares − El examinador
  - Xavi Sala − Hiyab

### Goya Honorowa
- Pedro Masó (producent)

## Wręczający nagrody
- Concha Velasco i Antonio Resines (główni prowadzący)
- Antonio Banderas (najlepszy film)
- Belén Rueda i Ernesto Alterio (nagroda dla najlepszego reżysera)
- Lolita i Jorge Perugorría (najlepszy aktor)
- Leonardo Sbaraglia i Silvia Abascal (najlepsza aktorka)
- Fiorella Faltoyano (najlepszy aktor drugoplanowy)
- Aitana Sanchez-Gijon i Álex de la Iglesia (najlepszy debiut aktorski)
- Santiago Segura  i Lucía Jiménez (najlepsza scenariusz adaptowalny)
- Maribel Verdú (najlepszy film Europejski)
- Carmelo Gómez i Cristina Marcos (najlepsza piosenka)
- Pilar López de Ayala i Alejandro Amenábar (nagroda za najlepsze zdjęcia)
- Verónica Forqué i Juan Luis Galiardo (za najlepszy montaż)
- Elsa Pataky (najlepsza scenografia)
- Adriana Ozores i Eduard Fernández (najlepszy kierownik produkcji)
- José Sacristán i Verónica Sánchez (najlepsze kostiumy)
- Carmen Maura i Andrés Pajares (nagrody za najlepsze efekty specjalne i dźwięk)

## Podsumowanie ilości nominacji
(Ograniczenie do dwóch nominacji)
10: Obaba
9: Księżniczki
7: Ninette
6: 7 dziewic, Metoda
5: Życie ukryte w słowach, Camarón
4: Habana Blues
3: Otros días vendrán, Pamiętaj o mnie, Iberia
2: Delikatna, Tapas, Noc mojego brata, Druga runda

## Podsumowanie ilości nagród
(Ograniczenie do dwóch nagród)
4: Życie ukryte w słowach
3: Camarón, Księżniczki
2: Tapas, Metoda, Habana Blues